# تراسي إيتون
تراسي إيتون (بالإنجليزية: Tracey Eaton)‏ هو لاعب كرة قدم أمريكية أمريكي، ولد في 19 يوليو 1965 في ميدفورد في الولايات المتحدة.

## وصلات خارجية
- تراسي إيتون على موقع مرجع كرة القدم المحترفة.كوم (الإنجليزية)